# Lekha Dodi
Pour les articles homonymes, voir Dodi.

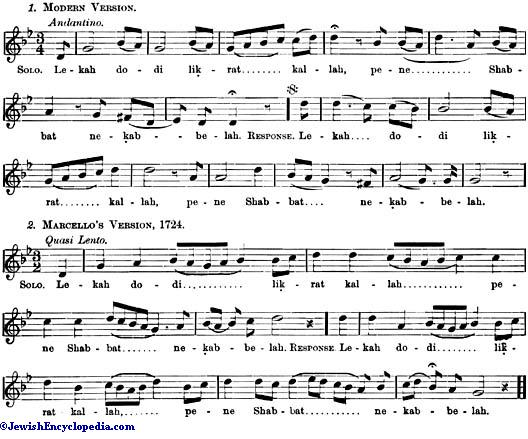
Partition de Lekha dodi, d'après la Jewish Encyclopedia.

Lekha dodi (en hébreu : לכה דודי, « Va, mon bien-aimé ») est un cantique de la liturgie juive, chanté à la synagogue le vendredi soir à la tombée de la nuit en vue d'accueillir la « fiancée chabbat » avant l'office du soir.

## Histoire
Ce chant fut composé au XVIe siècle à Safed, alors partie de l'Empire ottoman, par le kabbaliste Salomon Alkabetz un Juif de Salonique sépharade et se répandit très rapidement au sein de la grande majorité du monde juif chaque communauté adaptant son air. Ainsi il existe des versions séfarades, ashkénazes voire judéo-provençales de ce chant.
Comme il était courant à cette époque, le chant est aussi un acrostiche, avec la première lettre des huit premières strophes formant le nom de l'auteur. L'auteur tire une grande partie de sa phraséologie de la prophétie d'Isaïe de la restauration d'Israël, et six de ses versets sont remplis de pensées auxquelles donne naissance sa vision d'Israël comme l'épouse en ce grand chabbat de délivrance messianique. C'est un des derniers poèmes en hébreu, adoptés dans la liturgie aussi  bien par les séfarades, dont fait partie l'auteur, que par les Ashkénazes.

### Ancienne mélodie espagnole
Parmi les communautés séfarades, l'hymne est chanté universellement selon une mélodie beaucoup plus ancienne que le texte même de Lekha Dodi. On retrouve dans de vieux livres de prières que ce chant doit être interprété selon la mélodie de Shuvi Nafshi li-Menukhayekhi, une composition de Juda Halevi, mort près de cinq siècles avant Alkabetz. Cette mélodie a été introduite en Israël par des Juifs expulsés d'Espagne en  1492. L'hymne est chanté par l'ensemble des fidèles, le refrain ne servant que d'introduction. À l'opposé, dans les synagogues ashkénazes, les strophes sont chantées de façon élaborée par le Hazzan, et le refrain repris comme réponse par les fidèles.   

### Anciennes mélodies allemande et polonaise
À certaines périodes de l'année, de nombreuses communautés d'Europe centrale abandonnent des arrangements plus récents en faveur de deux mélodies plus anciennes, rappelant des chansons folkloriques des XVIIe et XVIIIe siècles d'Allemagne et de Pologne. L'air le plus connu, réservé à la période de l'Omer, entre Pessa'h et Chavouot, a été diversement décrit, car certaines de ses tonalités se retrouvent dans la célèbre marche politique "Lillibullero" attribuée à Henry Purcell et dans la cavatine au début des Noces de Figaro de Mozart.  Mais c'est  dans une chanson populaire allemande de la fin du XVIIe siècle que l'on retrouve les ressemblances les plus marquées et cela tout au long du chant. 
Moins utilisée de nos jours, la mélodie traditionnelle, spéciale pour les trois semaines précédant le jour de deuil de Tisha Beav (9 Av), est caractérisée par un charme plus suave, absent de la mélodie d'Eli Tziyyon, qui souvent la remplace. Autrefois, elle était ordinairement chantée dans les communautés d'Europe, et c'est une de ses variantes que Benedetto Marcello choisit pour son interprétation du Psaume XIX dans son "Estro Poetico-Armonico" ou "Parafrasi Sopra li Salmi" publiée à Venise en 1724-1727, où il mentionne pour origine, un air des Juifs allemands. Le chantre Eduard Birnbaum (1855-1920, dans son œuvre liturgiques "Der Jüdische Kantor" publiée après sa mort en 1927-1931, mentionne avoir retrouvé la source de cette mélodie dans un chant folklorique polonais, "Wezm ja Kontusz, Wezm", découvert dans la compilation d'Oskar Kolberg,  "Piesni Ludu Polskiego", publiée à Varsovie en 1857. 
Une ancienne mélodie, ayant aussi son origine dans une chanson folklorique, était privilégiée à Londres, aux XVIIe et XIXe siècles, et se chantait de deux façons légèrement différentes dans les vieilles synagogues de la ville. Les deux formes sont décrites par Isaac Nathan dans son arrangement des "Hebrew Melodies" (Mélodies hébraïques) de Byron (Londres 1815), ou elles constituent l'air sélectionné pour "She Walks in Beauty", la première strophe de la série. La mélodie est depuis tombée en désuétude dans les communautés juives d'Angleterre et d'ailleurs.

## Texte
La version complète de la chanson n'est en général pas chantée dans les synagogues libérales qui omettent les versets 3; 4; 6; 7; et 8 qui font référence à la conception orthodoxe de la rédemption messianique: 
| #                                                           | Traduction française                                          | Translittération                     | Hébreu                 |
| ----------------------------------------------------------- | ------------------------------------------------------------- | ------------------------------------ | ---------------------- |
| Refrain:                                                    |                                                               |                                      |                        |
| 1                                                           | Viens, mon bien-aimé, au-devant de la fiancée,                | Lechah dodi likrat kallah            | לכה דודי לקראת כלה     |
| 2                                                           | Allons accueillir le Chabbat..                                | pnei Shabbat nekabelah               | פני שבת נקבלה          |
| 1er couplet:                                                |                                                               |                                      |                        |
| 3                                                           | « Observe » et « souviens-toi » : c’est en une seule parole,  | Shamor ve-zachor be-dibur echad      | שמור וזכור בדבור אחד   |
| 4                                                           | [que] le Dieu Un et Unique nous fit entendre                  | hishmianu E-l hameyuchad             | השמיענו אל המיחד       |
| 5                                                           | L’Éternel est Un et son Nom est Un,                           | Adonai echad ushemo echad            | יי אחד ושמו אחד        |
| 6                                                           | A Lui Honneur, Gloire, Louange!.                              | Le-Sheim ul-tiferet ve-li-t'hilah    | לשם ולתפארת ולתהלה     |
| 2e couplet:                                                 |                                                               |                                      |                        |
| 7                                                           | A la rencontre de Chabbath empressons-nous,                   | Likrat Shabbat lechu ve-nelechah     | לקראת שבת לכו ונלכה    |
| 8                                                           | Car il est la source de toute bénédiction.                    | ki hi mekor haberachah               | כי היא מקור הברכה      |
| 9                                                           | Consacré dès les temps les plus lointains,                    | merosh mikedem nesuchah              | מראש מקדם נסוכה        |
| 10                                                          | Clôt la Création, mais pensé dès l'origine [par le Créateur]. | sof ma'aseh be-machashavah techilah  | סוף מעשה במחשבה תחלה   |
| 3e couplet:                                                 |                                                               |                                      |                        |
| 11                                                          | Sanctuaire du Roi, Ville royale,                              | Mikdash melech ir meluchah           | מקדש מלך עיר מלוכה     |
| 12                                                          | Debout, relève-toi de tes ruines !                            | Kumi tze'i mitoch ha-hafeichah       | קומי צאי מתוך ההפכה    |
| 13                                                          | Trop longtemps tu es demeurée dans la vallée des pleurs.      | Rav lach shevet be-eimek habacha     | רב לך שבת בעמק הבכא    |
| 14                                                          | Mais voici que Lui éprouve pour toi de la compassion.         | ve-hu yachamol alayich chemlah       | והוא יחמול עליך חמלה   |
| 4e couplet:                                                 |                                                               |                                      |                        |
| 15                                                          | Secoue la poussière, relève-toi !                             | Hitna'ari me-afar kumi               | התנערי מעפר קומי       |
| 16                                                          | Revêts, Mon peuple, les vêtements de ta splendeur !           | Liv-shi bigdei tifartech ami         | לבשי בגדי תפארתך עמי   |
| 17                                                          | Par le fils de Jessé, de Bethléhem,                           | Al yad ben Yishai beit ha-lachmi     | על יד בן ישי בית הלחמי |
| 18                                                          | Mon âme voit s'approcher d'elle le salut.                     | Korvah el nafshi ge-alah             | קרבה אל נפשי גאלה      |
| 5e couplet:                                                 |                                                               |                                      |                        |
| 19                                                          | Réveille-toi, réveille-toi !                                  | Hitoreri hitoreri                    | התעוררי התעוררי        |
| 20                                                          | Car ta lumière est venue ! Lève-toi, resplendis !             | Ki va oreich kumi ori                | כי בא אורך קומי אורי   |
| 21                                                          | Dresse-toi, dresse-toi, entonne un cantique !                 | Uri uri shir dabeiri                 | עורי עורי שיר דברי     |
| 22                                                          | Car la gloire de l’Éternel resplendit sur toi.                | Kevod Ado-nai alayich niglah         | כבוד יי עליך נגלה      |
| 6e couplet:                                                 |                                                               |                                      |                        |
| 23                                                          | Ne sois plus humiliée, et ne sois plus méprisée !             | Lo teevoshi ve-lo tikalmi            | לא תבושי ולא תכלמי     |
| 24                                                          | Pourquoi soupirer, pourquoi gémir?                            | Mah tishtochachi u-mah tehemi        | מה תשתוחחי ומה תהמי    |
| 25                                                          | Chez toi les pauvres de mon peuple trouveront refuge,         | bach yechesu aniyei ami              | בך יחסו עניי עמי       |
| 26                                                          | et voici que la Ville sur ses ruines sera rebâtie.            | ve-nivnetah ir al tilah              | ונבנתה עיר על תלה      |
| 7e couplet:                                                 |                                                               |                                      |                        |
| 27                                                          | Et tes ennemis à leur tour seront foulés aux pieds,           | Ve-hayu limshisah shosayich          | והיו למשסה שאסיך       |
| 28                                                          | Tous tes oppresseurs seront chassés.                          | Ve-rachaku kol mevalayich            | ורחקו כל מבלעיך        |
| 29                                                          | Ton Dieu Se réjouira enfin de toi,                            | Yasis alayich E-lohayich             | ישיש עליך אלהיך        |
| 30                                                          | Comme le fiancé de sa fiancée.                                | Kimsos chatan al kalah               | כמשוש חתן על כלה       |
| 8e couplet:                                                 |                                                               |                                      |                        |
| 31                                                          | À droite et à gauche débordera ta joie,                       | Yamin u-smol tifrotzi                | ימין ושמאל תפרוצי      |
| 32                                                          | Et le Seigneur tu révéreras.                                  | Ve-et Ado-nai ta'aritzi              | ואת יי תעריצי          |
| 33                                                          | Grâce à celui qu'on nomme le fils de Péretz                   | Al yad ish ben Partzi                | על יד איש בן פרצי      |
| 34                                                          | Nous nous réjouirons et nous exulterons.                      | Ve-nismechah ve-nagilah              | ונשמחה ונגילה          |
| 9e couplet:                                                 |                                                               |                                      |                        |
| 35                                                          | Sois la bienvenue, toi, couronne de ton Époux;                | Boi ve-shalom ateret ba'alah         | בואי בשלום עטרת בעלה   |
| 36                                                          | Viens, dans la joie et l’allégresse,                          | Gam be-simchah u-ve-tzahalah         | גם בשמחה ובצהלה        |
| 37                                                          | Au milieu des fidèles du peuple élu,                          | Toch emunei am segulah               | תוך אמוני עם סגלה      |
| 38                                                          | Viens, ma fiancée, viens, ma fiancée!                         | Bo-i chalah boi chalah               | בואי כלה בואי כלה      |
| Dans le rite séfarade, le dernier couplet est récité ainsi: |                                                               |                                      |                        |
| 9e couplet:                                                 |                                                               |                                      |                        |
| 35                                                          | Sois la bienvenue, toi, couronne de ton Époux;                | Boi ve-shalom ateret ba'alah         | בואי בשלום עטרת בעלה   |
| 36                                                          | Viens, dans la joie et l’allégresse,                          | Gam be-simchah be-rina u-ve-tzahalah | גם בשמחה ברינה ובצהלה  |
| 37                                                          | Au milieu des fidèles du peuple élu,                          | Toch emunei am segulah               | תוך אמוני עם סגלה      |
| 38                                                          | Viens, ma fiancée, viens, ma fiancée!                         | Bo-i chalah boi chalah               | בואי כלה בואי כלה      |
| 39                                                          | Au milieu des fidèles du peuple élu,                          | Toch emunei am segulah               | תוך אמוני עם סגלה      |
| 40                                                          | Viens ma fiancée! Oh "Reine du Chabbat"!                      | Bo-i chalah Shabbat malketa          | בואי כלה שבת מלכתא     |

## Dans la culture populaire
Dans le film Les Aventures de Rabbi Jacob, Salomon (Henri Guybet), le chauffeur de Victor Pivert (Louis de Funès), chante le début de Lekha Dodi après avoir déclaré à son patron qu'il refusait de travailler car le chabbat venait de commencer.

## Discographie
Ce chant, par son importance dans la liturgie et dans l'estime des fidèles juifs, a été enregistré par de nombreux Hazzans, ,,(chantres) et chef de chœur de synagogues, avec des tirages plus ou moins confidentiels. 
Ci-dessous, quelques enregistrements faisant l'objet de vente dans les circuits normaux de distribution:  
- Noa: Genes and Jeans; Label: Decca;13 mai 2008; ASIN: B0013FDTYK
- Abayudaya Congregation: Abayudaya: Music from the Jewish People of Uganda; solo: J.J. Keki; label: Smithsonian Folkways Recordings; 20 novembre 2006; ASIN: B00236ADL0
- Paul Shapiro: It's in the twilight; Label: Tzadik; 6 février 2006; ASIN: B000CQNVVM
- Andy Statman: Avodas ha Levi; Label: Tzadik; 8 juin 2005; ASIN: B0008191M4
- Giora Feidman: klezmer celebration;  Arrangement: Joe Basar; Label: Mosaic Music Distribution; 15 février 2005; ASIN : B00000B78H
- Golden Voices of Israel Sing and Pray for Sabbath; Chanteur: Leib Glantz; Label: Israel Music; 26 juin 2001; ASIN : B00005LZV8
- Reb Alter: Lecha Dodi – Shabbos; Label: Aderet Music; ASIN: B002YPC5NE
- Chants Pour La Synagogue; Vol 2;  Basse: Gottfried Hermann; Ensemble: Cantemus Choir; Orgue, Piano: Raymond Goldstein; Label: Koch International Classics;  1er mai 1998; ASIN : B0000061KW

### Source
- Cet article contient des extraits de l'article « LEKHA DODI » par Cyrus Adler & Francis L. Cohen de la Jewish Encyclopedia de 1901–1906 dont le contenu se trouve dans le domaine public.